# SN 2007ca
SN 2007ca – supernowa typu Ia odkryta 25 kwietnia 2007 roku w galaktyce M-02-34-61. W momencie odkrycia miała maksymalną jasność 16,70m.